# Cardioptera nigridens
Cardioptera nigridens es una especie de mantis de la familia Mantidae.

## Distribución geográfica
Se encuentra en la Guayana Francesa y Colombia.